# Spain (gruppo musicale)
Gli Spain sono un gruppo musicale rock statunitense, formatosi in California nel 1993 e guidato da Josh Haden, figlio del jazzista Charlie Haden e fratello di Petra, Rachel e Tanya.

## Storia del gruppo
Il gruppo esordisce nel 1995 con The Blue Moods of Spain (Restless Records), album debitore delle atmosfere rarefatte e dei ritmi rallentati dei Cowboy Junkies, dei Velvet Underground di The Velvet Underground, come dello slowcore di gruppi come Galaxie 500 e Codeine con forti contaminazioni cool-jazz e blues.
È considerato da molti un importante tassello nell'evoluzione della musica alternative rock.
Nell'album è contenuto il brano Spiritual che Johnny Cash ha reinterpretato nell'album Unchained del 1996, anche i Soulsavers ne hanno fatto una cover per il loro album It's Not How Far You Fall, It's the Way You Land del 2007.
Il gruppo attende il 1999 per la pubblicazione del secondo lavoro, She Haunts My Dreams. L'album, più vicino al suono classico folk rock, viene realizzato in Svezia sull'isola di Vaxholm e vede la partecipazione del pianista svedese Esbjörn Svensson, del chitarrista Björn Olsson (The Soundtrack of Our Lives), e del batterista Joey Waronker (passate collaborazioni con R.E.M. e Beck).
Il brano Every Time I Try, tratto dall'album, viene inserito da Wim Wenders nella colonna sonora di Crimini invisibili.
Nel 2001 il gruppo pubblica il terzo lavoro I Believe, per poi interrompere l'attività musicale.
Nel 2007 Josh Haden pubblica un album da solista, Devoted. Nello stesso anno Haden riforma il gruppo con nuovi musicisti, Randy Kirk (chitarra, tastiere) e Matt Mayhall (batteria). Con questa formazione parte per un tour che tocca l'Europa, al festival Tanned Tin di Castellón de la Plana il gruppo suona l'intero album d'esordio.
Il 2012 vede la realizzazione del quarto album The Soul of Spain, esce per la Glitterhouse Records e viene supportato da un lungo tour europeo che ha visto l'aggiunta di Danny McKenzie alla chitarra acustica. Nell'album, che vede la presenza dell'organo Hammond, le atmosfere ricordano quelle del primo lavoro.

## Formazione

### Formazione attuale
- Josh Haden - voce, basso
- Randy Kirk - tastiere, chitarra
- Matt Mayhall - batteria
- Daniel Brummel - chitarra
- Dylan McKenzie - chitarra acustica

### Ex componenti
- Evan Hartzell - batteria
- Ken Boudakian - chitarra
- Merlo Podlewski - chitarra

## Discografia

### Album in studio
- 1995 – The Blue Moods of Spain
- 1999 – She Haunts My Dreams
- 2001 – I Believe
- 2012 – The Soul of Spain
- 2014 – Sargent Place
- 2016 – Carolina
- 2018 – Mandala Brush

### Raccolte
- 2003 – Spirituals: The Best of Spain[5]